# Muchos hijos, un mono y un castillo
Muchos hijos, un mono y un castillo es una película documental española de 2017 dirigida por Gustavo Salmerón y protagonizada por su madre Julita Salmerón.

## Sinopsis
El actor español Gustavo Salmerón se coloca detrás de la cámara para capturar las fascinantes excentricidades de su extraordinaria madre Julita, quien tuvo tres sueños: tener muchos hijos, tener un mono y vivir en un castillo.

## Premios
El documental ha sido galardonada con los siguientes premios:
- 2017- Mejor película documental en el Karlovy Vary International Film Festival.[4]
- 2017- Mención especial del jurado en el Camden International Film Festival.
- 2017- Mejor película documental en el Hamptons International Film Festival.
- 2018- Mejor largometraje en los Premios Fugaz al cortometraje español
- 2018- Mejor película documental en el Cinema Eye Honors Spotlight Award.
- 2018- Premio Ha nacido una estrella en los Premios "Días de Cine" RTVE.
- 2018- Mejor película documental en los Premios José María Forqué.[5]
- 2018- Mejor película documental en el Círculo de Escritores Cinematográficos.[6]
- 2018- Mejor película documental en los Premios Goya.[7]
- 2018- Mejor película documental en los Premios Platino.[8]
- 2018- Mención especial del jurado en el Luxemburgo City Film Festival.
- 2018-  Premio del público en el Certamen Pantalla Abierta a los nuevos realizadores del Festival de Cine de Alcalá de Henares 2018.

## Recepción y críticas
La película documental que ha conseguido una recaudación de 504.533,18€ con 83.410 espectadores ha sido muy bien valorada por las críticas profesionales:
El diario de El País comentó las siguientes crítica:

El documental de Gustavo Salmerón sobre su madre retrata a un torbellino vital y emocional
Gregorio Belinchón

Bajo el formato del documental han aparecido en el cine español otras señoras memorables (...) Pero la más sorprendente, insólita, graciosa, entrañable y surrealista que he visto en una pantalla, mi heroína a perpetuidad, se llama Julia Salmerón y la ha filmado su hijo Gustavo a lo largo de 14 años.
Carlos Boyero

El diario El Periódico comentó la siguiente crítica:

La franqueza de la propuesta es uno de sus triunfos. La capacidad escénica de Julita –una señora que ha sido falangista, republicana y masona–, y la habilidad que tiene su hijo Gustavo para extraer lo mejor de ella de manera nada forzada, es otro as ganador.
Quim Casas